# Piasecki HRP Rescuer
Il Piasecki HRP Rescuer (conosciuto anche come Harp) fu un elicottero da trasporto con configurazione a doppio rotore sviluppato dall'azienda statunitense Piasecki Helicopter Corporation negli anni quaranta, il primo di una serie identificato con il soprannome popolare "Flying banana" (banana volante).
Progettato da Frank Piasecki, la prima variante avviata alla produzione in serie, indicata dall'azienda con la sigla PV-3, fu adottata con la designazione HRP-1 Rescuer dalla United States Navy, la marina militare, dal Corpo dei Marines (USMC) e dalla US Coast Guard, la guardia costiera statunitense.
In seguito ne venne avviato uno sviluppo migliorativo indicato dall'azienda come PV-17 e dalle forze armate statunitensi HRP-2. Come uno dei primi elicotteri da trasporto in servizio militare, l'HRP-1 era in grado di trasportare due membri dell'equipaggio e 8-10 passeggeri o 907 kg di carico.

## Storia del progetto
Il prototipo dell'elicottero (designato PV-3 da Piasecki, ma comunemente noto al personale addetto ai test come The Dogship) effettuò il primo volo a Morton in Pennsylvania nel marzo del 1945 a seguito di un contratto di sviluppo firmato con la Marina degli Stati Uniti nel febbraio del 1944. Il Dogship fu il primo elicottero caratterizzato dalla configurazione a doppio rotore, era dotato di un carrello d'atterraggio fisso a 3 ruote ed era equipaggiato con un motore radiale Pratt & Whitney R-1340-AN-1 da 600 hp (447 kW).
Per assicurare che i due rotori non si scontrassero, l'estremità posteriore della fusoliera curvava verso l'alto in modo che il rotore posteriore risultasse più in alto di quello anteriore. La fusoliera fu costruita con tubi in acciaio dolce normale, completata con centine in legno e rivestita in tessuto trattato.
Furono costruiti due prototipi ai quali venne assegnata la designazione XHRP-1, uno utilizzato per le prove di volo statico ed il secondo per le prove di volo vere e proprie.
Dopo una serie di incidenti meccanici occorsi al prototipo, fu stabilito che l'uso di comuni componenti automobilistici era inadeguato per la costruzione di trasmissioni per elicotteri in quanto non sopportava il carico severo imposto dal volo; i prototipi successivi furono quindi costruiti con componenti più robusti e adeguati.

## Impiego operativo
Come primo elicottero dell'Esercito in servizio ad avere una considerevole capacità di carico, l'HRP-1 fu immediatamente adibito al trasporto di personale e materiale. Sebbene fosse denominato ufficialmente HRP-1 o "Harp", la sua forma caratteristica lo portò ad essere ribattezzato con il soprannome di The Flying Banana. Il primo HRP-1 Rescuer fu consegnato il 15 agosto 1947, seguito a breve da un secondo invio di 10 unità, fino alla completa evasione dell'ordine nel 1949. Tutti erano equipaggiati con motori radiali Pratt & Whitney R-1340-AN-1 da 600 hp. In tutto furono ordinati venti HRP-1 dalla Marina degli Stati Uniti, la quale passò la maggior parte del suo ordine al Corpo dei Marines e alla Guardia Costiera. Tre elicotteri aggiuntivi furono consegnati alla Guardia Costiera con la designazione HRP-1G. Fu sviluppata una versione migliorata, il PV-17 con un rivestimento in metallo, e cinque esemplari furono ordinati nel giugno del 1948 come HRP-2 dalla Guardia Costiera per adibirli a compiti di ricerca e salvataggio.
Nove HRP-1 andarono a costituire la spina dorsale del primo squadrone di elicotteri da trasporto del Corpo dei Marines, e furono utilizzati in molti test specifici per verificare la capacità dell'elicottero di trasportare le truppe d'assalto su una spiaggia o su un fronte avanzato. 
In servizio l'HRP-1 fu soggetto ad un'intensa manutenzione a causa dei congeniti problemi meccanici, principalmente dovuti alla rottura dei supporti motore, e di integrità strutturale, con la perdita di parti dell'elicottero; non era insolito inoltre che la copertura si strappasse per via del vento e si impigliasse nelle pale del rotore. Nonostante questi problemi, il relativo successo del design dell'elicottero a doppio rotore di Piasecki porterà alla nascita della famiglia di elicotteri Piasecki H-21.

## Varianti

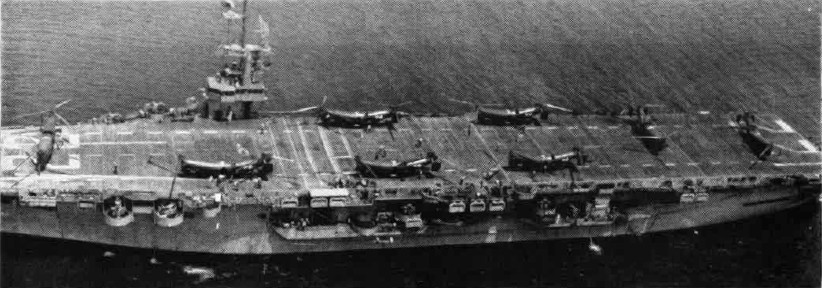
Otto HRP-1 sul ponte di volo della portaerei di scorta US Navy USS Palau, nel 1951.

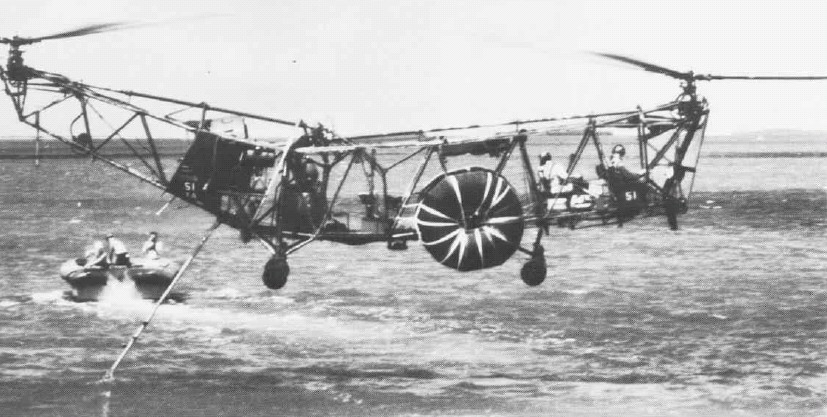
Un HRP senza rivestimento nel 1953.

PV-3
Prototipo di un elicottero a doppio rotore con un motore a pistoni Wright R-975. Un solo modello realizzato.
XHRP-1
Denominazione militare per due ulteriori PV-3, uno per il test di volo statico, l'altro per le prove di volo.
HRP-1
versione di produzione in serie. Ne furono costruiti 35 tra cui due HRP-1GS.
HRP-1G
designazione di tre HRP-1 destinati alla US Coast Guard.
HRP-2
Variante finale con copertura metallica. Ne furono costruiti 5.

## Utilizzatori
Stati Uniti
- United States Coast Guard
- United States Marine Corps
- United States Navy